# 9 Lives (AZ)
9 Lives è il terzo album in studio del rapper statunitense AZ, pubblicato nel 2001 dalla Motown Records.

## Ricezione
| Recensione                     | Giudizio |
| ------------------------------ | -------- |
| AllMusic                       | [ 1 ]    |
| RapReviews                     | [ 2 ]    |
| HipHopDX                       | [ 3 ]    |
| Vibe                           | [ 4 ]    |
| NME                            | [ 5 ]    |
| The Rolling Stone Albums Guide | [ 6 ]    |

9 Lives prende in prestito alcune tracce dall'album precedente, S.O.S.A.. Il titolo del disco fa riferimento al grande numero di insuccessi professionali conseguiti durante la propria carriera.
Dopo Doe or Die, il nome di AZ cade nell'anonimato. La raccolta S.O.S.A., prodotta in un periodo in cui Cruz non è sotto contratto con una label, lo aiuta a firmare con l'etichetta Motown, non proprio conosciuta per la sua produzione di artisti hip hop: 9 Lives vuole essere quindi un ritorno per l'artista, che resta uno dei parolieri migliori nell'hip hop. Il disco riceve recensioni contrastanti. La critica lamenta la presenza di diversi problemi di natura commerciale – la produzione, giudicata una specie di «lavoro di DJ Premier/Pete Rock di secondo livello» e alcuni brani non riusciti – considerando l'album uno sforzo «lodevole» e «pesante» dal punto di vista artistico, forse l'ultimo lavoro commerciale dell'artista.
Birchmeier conclude che AZ non ha abbastanza personalità per elevarsi a un livello superiore, «restando [un artista] di secondo piano e privo di una identità che lo distingua nel gioco.» D-Lo di HipHopDX rimprovera all'artista le mancanze di una produzione decente, di una maggior varietà degli argomenti e della poca scorrevolezza dei suoi album, che dovrebbero essere più «creativi». Vibe elogia l'album e paragona Problems a Juicy di Biggie.

## Tracce
1. Intro – 1:28 – Big Shy
2. What Cha Day About (featuring Ali Vegas) – 4:03 – Qu'ran Goodman
3. I Don't Give a Fuck – 3:36 – Chop Diesel
4. At Night – 3:53 – Chop Diesel
5. AZ's Back – 3:35 – Derryck "Tank" Thornton
6. Problems – 4:08 – Chop Diesel
7. Everything's Everything (featuring Joe) – 4:36 – DJ Eddie F, Darren Lighty
8. That's Real (featuring Beanie Sigel) – 4:19 – Bink Dogg
9. What Y'all Niggas Want (featuring Foxy Brown) – 3:30 – Chop Diesel
10. Let's Toast – 3:59 – Mahogany Music
11. How Many Wanna (featuring Amil) – 3:52 – Miller Time
12. Love Me – 3:42 – DR Period
13. Quiet Money TBS – 4:56 – Tydro, Ty Fyffe
14. Outro – 0:40 – Big Shy

## Classifiche

### Classifiche settimanali
| Classifica (2001)         | Posizione massima |
| ------------------------- | ----------------- |
| Stati Uniti               | 23                |
| US Top R&B/Hip-Hop Albums | 4                 |